# 月形樺戸博物館
月形樺戸博物館（つきがたかばとはくぶつかん）は、北海道樺戸郡月形町にある月形町立の博物館。

## 概要
月形町にはかつて1882年（明治15年）から1919年（大正8年）にかけて、39年間にわたり樺戸集治監があり、国事犯や一般刑事犯を収容していた。
残っていた樺戸集治監本庁舎は、1972年まで月形町役場として利用され、翌年博物館である『北海道行刑資料館』となった。1996年に『月形樺戸博物館』と名称変更し、前後して二階建ての本館が建てられる。

## 建物

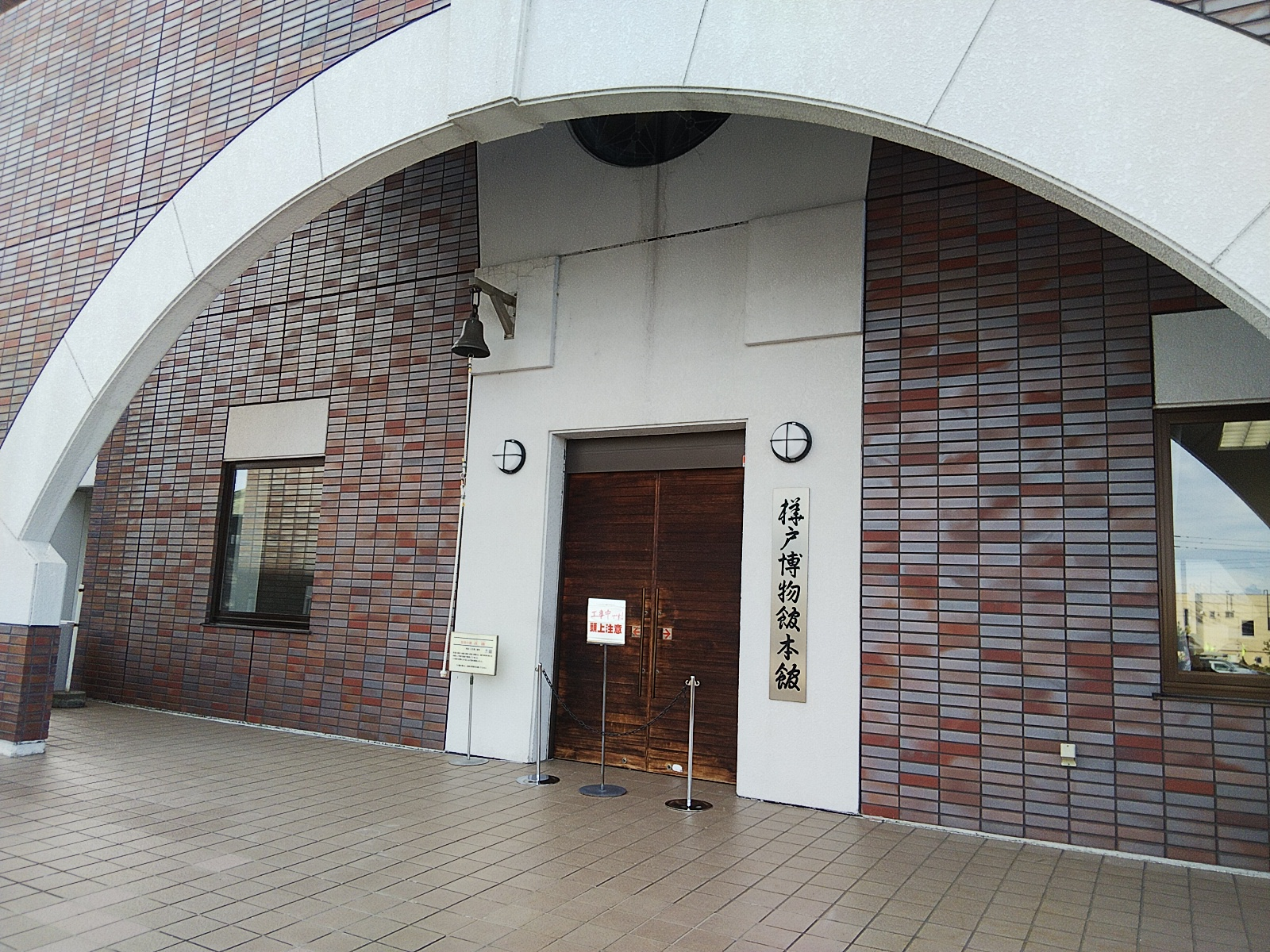
月形樺戸博物館（本館）

- 樺戸集治監本庁舎
- 本館
- 農業研修館

## 開館・アクセス
開館時間は、9:30～17:00（入館は16:30まで）
冬期（12月～3月中旬頃）は休館となる。
月形町役場の敷地内にあり、駐車場が利用できる。
400mの最寄り駅だったJR学園都市線石狩月形駅は、2020年5月に廃駅となった。公共交通については、町のホームページにバスの情報がある。

## 沿革
- 1881年9月3日、樺戸集治監が開庁となる[6]。初代典獄（刑務所長）は、月形潔である[2]。
- 1886年、月形樺戸博物館の一部となっている樺戸集治監本庁舎が竣工する[2][7]。
- 1887年1月、樺戸監獄署に改称[8][9]。
- 1890年7月、樺戸集治監に改称[8][10]。
- 1891年7月、北海道集治監に改組[11]。樺戸を本監とし、空知・釧路・網走を分監とした。
- 1903年4月、樺戸監獄に改組[12]。
- 1919年1月、樺戸監獄が廃止になるが[13][14]、本部建物は、月形村役場となる。
- 1967年、月形町役場として使用されている旧・樺戸集治監本部が、北海道百年記念遺跡に指定される[13]。
- 1972年、月形町役場が移転し、本部建物が、『北海道行刑資料館』となる[7][13]。
- 1996年、『北海道行刑資料館』が、『月形樺戸博物館』に名称変更となる[4]。
- 2001年、田園空間博物館樺戸地区（つきがたエリア）整備事業開始[15]、本館がコア施設に指定される。
- 2012年4月、展示内容をリニューアルし、本庁舎内の2部屋と本館2階の展示物を大幅に入れ替える。新たに集治監の概要や歴史を解説するCG映像、樺戸道路開削の模型を導入[16]。
- 2018年1月、「北海道の集治監～北海道開拓を支えた近代化遺産～」として、5つの集治鑑のひとつとして樺戸集治監が北海道遺産に登録される[4][17]。
- 2019年5月、文化庁が日本遺産に「炭鉄港」を認定、構成文化財には、「開拓のため道路開削や炭鉱労働に従事した」という位置づけ[18]で、旧樺戸集治監本庁舎が含まれる[4]。